# Volta a Suïssa 2022
La Volta a Suïssa 2022 fou la 85a edició de la Volta a Suïssa, una competició ciclista per etapes que es disputà per les carreteres de Suïssa i Liechtenstein entre el 12 i el 19 de juny de 2022. El seu recorregut fou de 1.339,6 km distribuïts en 9 etapes, amb inici a Küsnacht, i final a Vaduz, amb una contrarellotge individual. La cursa formava part de l'UCI World Tour 2022.
El vencedor final fou el britànic Geraint Thomas (Ineos Grenadiers), que fou acompanyat al podi per Sergio Higuita (Bora-Hansgrohe) i Jakob Fuglsang (Israel-Premier Tech), segon i tercer respectivament. En les classificacions secundàries Michael Matthews (Team BikeExchange-Jayco) guanyà la classificació per punts, Quinn Simmons (Trek-Segafredo) la de la muntanya, Sergio Higuita (Bora-Hansgrohe) la dels joves i el Bora-Hansgrohe fou el millor equip.

## Equips participants
En la Volta a Suïssa, en tant, que prova World Tour, hi participen els 18 equips World Tour. A banda, l'organització va convidar a tres equips UCI ProTeams i la selecció nacional suïssa.
| WorldTeams (18)- AG2R Citroën Team - Astana Qazaqstan Team - Bahrain Victorious - Bora-Hansgrohe - Cofidis - EF Education-EasyPost - Groupama-FDJ - Ineos Grenadiers - Intermarché-Wanty-Gobert Matériaux - Israel-Premier Tech - Jumbo-Visma - Lotto-Soudal - Movistar Team - Quick-Step Alpha Vinyl - BikeExchange-Jayco - Team DSM - Trek-Segafredo - UAE Team Emirates ProTeams (3)- Alpecin-Fenix - Human Powered Health - TotalEnergies Equip nacional- Suïssa |
| |

## Etapes
| Etapa    | Data       | Ciutats d'etapa     | type                      | Distància (km) | Desnivell (m) | Vencedor de l'etapa | Líder de la general   |
| -------- | ---------- | ------------------- | ------------------------- | -------------- | ------------- | ------------------- | --------------------- |
| 1a etapa | 12 de juny | Küsnacht – Küsnacht | etapa accidentada         | 178            | 2.746 m       | Stephen Williams    | Stephen Williams      |
| 2a etapa | 13 de juny | Küsnacht – Aesch    | etapa accidentada         | 199            | 2.746 m       | Andreas Leknessund  | Stephen Williams      |
| 3a etapa | 14 de juny | Aesch – Grenchen    | etapa de mitja muntanya   | 177            | 3.125 m       | Peter Sagan         | Stephen Williams      |
| 4a etapa | 15 de juny | Grenchen – Brunnen  | etapa accidentada         | 191            | 2.062 m       | Daryl Impey         | Stephen Williams      |
| 5a etapa | 16 de juny | Ambrì – Novazzano   | etapa de mitja muntanya   | 193            | 2.610 m       | Aleksandr Vlàssov   | Aleksandr Vlàssov     |
| 6a etapa | 17 de juny | Locarno – Moosalp   | etapa de muntanya         | 180            | 4.155 m       | Nico Denz           | Jakob Fuglsang        |
| 7a etapa | 18 de juny | Ambrì – Malbun      | etapa de muntanya         | 196            | 3.881 m       | Thibaut Pinot       | Sergio Higuita García |
| 8a etapa | 19 de juny | Vaduz – Vaduz       | contrarellotge individual | 25,6           | 131 m         | Remco Evenepoel     | Geraint Thomas        |

### 1a etapa
| \| Classificació de l'etapa \| Classificació de l'etapa \| Classificació de l'etapa \| Classificació de l'etapa \| Classificació de l'etapa \| \| Corredor \| Corredor \| Equip \| Temps \| \| \| ------------------------ \| ------------------------ \| ---------------------------------- \| ------------------------ \| ------------------------ \| \| 1r \| Stephen Williams \| Bahrain Victorious \| 4h 16' 51" \| \| \| 2n \| Maximilian Schachmann \| Bora-Hansgrohe \| + 0" \| \| \| 3r \| Andreas Kron \| Lotto-Soudal \| + 0" \| \| \| 4t \| Marc Hirschi \| UAE Team Emirates \| + 0" \| \| \| 5è \| Aleksei Lutsenko \| Astana Qazaqstan Team \| + 0" \| \| \| 6è \| Ilan Van Wilder \| Quick-Step Alpha Vinyl \| + 0" \| \| \| 7è \| Stefan Küng \| Groupama-FDJ \| + 0" \| \| \| 8è \| Sergio Higuita García \| Bora-Hansgrohe \| + 0" \| \| \| 9è \| Sepp Kuss \| Jumbo-Visma \| + 0" \| \| \| 10è \| Domenico Pozzovivo \| Intermarché-Wanty-Gobert Matériaux \| + 0" \| \| |                       |                                    |            |
| |                       |                                    |            |
| |                       |                                    |            |
| Classificació de l'etapa |                       |                                    |            |
| Corredor | Corredor              | Equip                              | Temps      |
| 1r | Stephen Williams      | Bahrain Victorious                 | 4h 16' 51" |
| 2n | Maximilian Schachmann | Bora-Hansgrohe                     | + 0"       |
| 3r | Andreas Kron          | Lotto-Soudal                       | + 0"       |
| 4t | Marc Hirschi          | UAE Team Emirates                  | + 0"       |
| 5è | Aleksei Lutsenko      | Astana Qazaqstan Team              | + 0"       |
| 6è | Ilan Van Wilder       | Quick-Step Alpha Vinyl             | + 0"       |
| 7è | Stefan Küng           | Groupama-FDJ                       | + 0"       |
| 8è | Sergio Higuita García | Bora-Hansgrohe                     | + 0"       |
| 9è | Sepp Kuss             | Jumbo-Visma                        | + 0"       |
| 10è | Domenico Pozzovivo    | Intermarché-Wanty-Gobert Matériaux | + 0"       |

| \| Classificació general \| Classificació general \| Classificació general \| Classificació general \| Classificació general \| \| Corredor \| Corredor \| Equip \| Temps \| \| \| --------------------- \| --------------------- \| ---------------------------------- \| --------------------- \| --------------------- \| \| 1r \| Stephen Williams \| Bahrain Victorious \| 4h 16' 41" \| \| \| 2n \| Maximilian Schachmann \| Bora-Hansgrohe \| + 4" \| \| \| 3r \| Andreas Kron \| Lotto-Soudal \| + 6" \| \| \| 4t \| Marc Hirschi \| UAE Team Emirates \| + 10" \| \| \| 5è \| Aleksei Lutsenko \| Astana Qazaqstan Team \| + 10" \| \| \| 6è \| Ilan Van Wilder \| Quick-Step Alpha Vinyl \| + 10" \| \| \| 7è \| Stefan Küng \| Groupama-FDJ \| + 10" \| \| \| 8è \| Sergio Higuita García \| Bora-Hansgrohe \| + 10" \| \| \| 9è \| Sepp Kuss \| Jumbo-Visma \| + 10" \| \| \| 10è \| Domenico Pozzovivo \| Intermarché-Wanty-Gobert Matériaux \| + 10" \| \| |                       |                                    |            |
| |                       |                                    |            |
| |                       |                                    |            |
| Classificació general |                       |                                    |            |
| Corredor | Corredor              | Equip                              | Temps      |
| 1r | Stephen Williams      | Bahrain Victorious                 | 4h 16' 41" |
| 2n | Maximilian Schachmann | Bora-Hansgrohe                     | + 4"       |
| 3r | Andreas Kron          | Lotto-Soudal                       | + 6"       |
| 4t | Marc Hirschi          | UAE Team Emirates                  | + 10"      |
| 5è | Aleksei Lutsenko      | Astana Qazaqstan Team              | + 10"      |
| 6è | Ilan Van Wilder       | Quick-Step Alpha Vinyl             | + 10"      |
| 7è | Stefan Küng           | Groupama-FDJ                       | + 10"      |
| 8è | Sergio Higuita García | Bora-Hansgrohe                     | + 10"      |
| 9è | Sepp Kuss             | Jumbo-Visma                        | + 10"      |
| 10è | Domenico Pozzovivo    | Intermarché-Wanty-Gobert Matériaux | + 10"      |

### 2a etapa
| \| Classificació de l'etapa \| Classificació de l'etapa \| Classificació de l'etapa \| Classificació de l'etapa \| Classificació de l'etapa \| \| Corredor \| Corredor \| Equip \| Temps \| \| \| ------------------------ \| ------------------------ \| ---------------------------------- \| ------------------------ \| ------------------------ \| \| 1r \| Andreas Leknessund \| Team DSM \| 4h 46' 22" \| \| \| 2n \| Alberto Bettiol \| EF Education-EasyPost \| + 38" \| \| \| 3r \| Michael Matthews \| BikeExchange-Jayco \| + 38" \| \| \| 4t \| Andrea Pasqualon \| Intermarché-Wanty-Gobert Matériaux \| + 38" \| \| \| 5è \| Matteo Trentin \| UAE Team Emirates \| + 38" \| \| \| 6è \| Nikias Arndt \| Team DSM \| + 38" \| \| \| 7è \| Stefan Küng \| Groupama-FDJ \| + 38" \| \| \| 8è \| Edoardo Zambanini \| Bahrain Victorious \| + 38" \| \| \| 9è \| Daniel Oss \| TotalEnergies \| + 38" \| \| \| 10è \| Stefano Oldani \| Alpecin-Fenix \| + 38" \| \| |                    |                                    |            |
| |                    |                                    |            |
| |                    |                                    |            |
| Classificació de l'etapa |                    |                                    |            |
| Corredor | Corredor           | Equip                              | Temps      |
| 1r | Andreas Leknessund | Team DSM                           | 4h 46' 22" |
| 2n | Alberto Bettiol    | EF Education-EasyPost              | + 38"      |
| 3r | Michael Matthews   | BikeExchange-Jayco                 | + 38"      |
| 4t | Andrea Pasqualon   | Intermarché-Wanty-Gobert Matériaux | + 38"      |
| 5è | Matteo Trentin     | UAE Team Emirates                  | + 38"      |
| 6è | Nikias Arndt       | Team DSM                           | + 38"      |
| 7è | Stefan Küng        | Groupama-FDJ                       | + 38"      |
| 8è | Edoardo Zambanini  | Bahrain Victorious                 | + 38"      |
| 9è | Daniel Oss         | TotalEnergies                      | + 38"      |
| 10è | Stefano Oldani     | Alpecin-Fenix                      | + 38"      |

| \| Classificació general \| Classificació general \| Classificació general \| Classificació general \| Classificació general \| \| Corredor \| Corredor \| Equip \| Temps \| \| \| --------------------- \| --------------------- \| ---------------------------------- \| --------------------- \| --------------------- \| \| 1r \| Stephen Williams \| Bahrain Victorious \| 9h 03' 41" \| \| \| 2n \| Maximilian Schachmann \| Bora-Hansgrohe \| + 4" \| \| \| 3r \| Andreas Kron \| Lotto-Soudal \| + 6" \| \| \| 4t \| Andreas Leknessund \| Team DSM \| + 7" \| \| \| 5è \| Stefan Küng \| Groupama-FDJ \| + 10" \| \| \| 6è \| Aleksei Lutsenko \| Astana Qazaqstan Team \| + 10" \| \| \| 7è \| Sepp Kuss \| Jumbo-Visma \| + 10" \| \| \| 8è \| Marc Hirschi \| UAE Team Emirates \| + 10" \| \| \| 9è \| Domenico Pozzovivo \| Intermarché-Wanty-Gobert Matériaux \| + 10" \| \| \| 10è \| Aleksandr Vlàssov \| Bora-Hansgrohe \| + 10" \| \| |                       |                                    |            |
| |                       |                                    |            |
| |                       |                                    |            |
| Classificació general |                       |                                    |            |
| Corredor | Corredor              | Equip                              | Temps      |
| 1r | Stephen Williams      | Bahrain Victorious                 | 9h 03' 41" |
| 2n | Maximilian Schachmann | Bora-Hansgrohe                     | + 4"       |
| 3r | Andreas Kron          | Lotto-Soudal                       | + 6"       |
| 4t | Andreas Leknessund    | Team DSM                           | + 7"       |
| 5è | Stefan Küng           | Groupama-FDJ                       | + 10"      |
| 6è | Aleksei Lutsenko      | Astana Qazaqstan Team              | + 10"      |
| 7è | Sepp Kuss             | Jumbo-Visma                        | + 10"      |
| 8è | Marc Hirschi          | UAE Team Emirates                  | + 10"      |
| 9è | Domenico Pozzovivo    | Intermarché-Wanty-Gobert Matériaux | + 10"      |
| 10è | Aleksandr Vlàssov     | Bora-Hansgrohe                     | + 10"      |

### 3a etapa
| \| Classificació de l'etapa \| Classificació de l'etapa \| Classificació de l'etapa \| Classificació de l'etapa \| Classificació de l'etapa \| \| Corredor \| Corredor \| Equip \| Temps \| \| \| ------------------------ \| ------------------------ \| ---------------------------------- \| ------------------------ \| ------------------------ \| \| 1r \| Peter Sagan \| TotalEnergies \| 4h 28' 38" \| \| \| 2n \| Bryan Coquard \| Cofidis \| + 0" \| \| \| 3r \| Alexander Kristoff \| Intermarché-Wanty-Gobert Matériaux \| + 0" \| \| \| 4t \| Thomas Pidcock \| Ineos Grenadiers \| + 0" \| \| \| 5è \| Alexander Aranburu Deba \| Movistar Team \| + 0" \| \| \| 6è \| Matteo Trentin \| UAE Team Emirates \| + 0" \| \| \| 7è \| Cees Bol \| Team DSM \| + 0" \| \| \| 8è \| Michael Matthews \| BikeExchange-Jayco \| + 0" \| \| \| 9è \| Mike Teunissen \| Jumbo-Visma \| + 0" \| \| \| 10è \| Alberto Bettiol \| EF Education-EasyPost \| + 0" \| \| |                         |                                    |            |
| |                         |                                    |            |
| |                         |                                    |            |
| Classificació de l'etapa |                         |                                    |            |
| Corredor | Corredor                | Equip                              | Temps      |
| 1r | Peter Sagan             | TotalEnergies                      | 4h 28' 38" |
| 2n | Bryan Coquard           | Cofidis                            | + 0"       |
| 3r | Alexander Kristoff      | Intermarché-Wanty-Gobert Matériaux | + 0"       |
| 4t | Thomas Pidcock          | Ineos Grenadiers                   | + 0"       |
| 5è | Alexander Aranburu Deba | Movistar Team                      | + 0"       |
| 6è | Matteo Trentin          | UAE Team Emirates                  | + 0"       |
| 7è | Cees Bol                | Team DSM                           | + 0"       |
| 8è | Michael Matthews        | BikeExchange-Jayco                 | + 0"       |
| 9è | Mike Teunissen          | Jumbo-Visma                        | + 0"       |
| 10è | Alberto Bettiol         | EF Education-EasyPost              | + 0"       |

| \| Classificació general \| Classificació general \| Classificació general \| Classificació general \| Classificació general \| \| Corredor \| Corredor \| Equip \| Temps \| \| \| --------------------- \| --------------------- \| --------------------- \| --------------------- \| --------------------- \| \| 1r \| Stephen Williams \| Bahrain Victorious \| 13h 32' 19" \| \| \| 2n \| Andreas Kron \| Lotto-Soudal \| + 6" \| \| \| 3r \| Andreas Leknessund \| Team DSM \| + 7" \| \| \| 4t \| Geraint Thomas \| Ineos Grenadiers \| + 7" \| \| \| 5è \| Stefan Küng \| Groupama-FDJ \| + 10" \| \| \| 6è \| Sepp Kuss \| Jumbo-Visma \| + 10" \| \| \| 7è \| Marc Hirschi \| UAE Team Emirates \| + 10" \| \| \| 8è \| Aleksandr Vlàssov \| Bora-Hansgrohe \| + 10" \| \| \| 9è \| Jakob Fuglsang \| Israel-Premier Tech \| + 10" \| \| \| 10è \| Adam Yates \| Ineos Grenadiers \| + 10" \| \| |                    |                     |             |
| |                    |                     |             |
| |                    |                     |             |
| Classificació general |                    |                     |             |
| Corredor | Corredor           | Equip               | Temps       |
| 1r | Stephen Williams   | Bahrain Victorious  | 13h 32' 19" |
| 2n | Andreas Kron       | Lotto-Soudal        | + 6"        |
| 3r | Andreas Leknessund | Team DSM            | + 7"        |
| 4t | Geraint Thomas     | Ineos Grenadiers    | + 7"        |
| 5è | Stefan Küng        | Groupama-FDJ        | + 10"       |
| 6è | Sepp Kuss          | Jumbo-Visma         | + 10"       |
| 7è | Marc Hirschi       | UAE Team Emirates   | + 10"       |
| 8è | Aleksandr Vlàssov  | Bora-Hansgrohe      | + 10"       |
| 9è | Jakob Fuglsang     | Israel-Premier Tech | + 10"       |
| 10è | Adam Yates         | Ineos Grenadiers    | + 10"       |

### 4a etapa
| \| Classificació de l'etapa \| Classificació de l'etapa \| Classificació de l'etapa \| Classificació de l'etapa \| Classificació de l'etapa \| \| Corredor \| Corredor \| Equip \| Temps \| \| \| ------------------------ \| ------------------------ \| ------------------------ \| ------------------------ \| ------------------------ \| \| 1r \| Daryl Impey \| Israel-Premier Tech \| 4h 14' 09" \| \| \| 2n \| Michael Matthews \| BikeExchange-Jayco \| + 0" \| \| \| 3r \| Søren Kragh Andersen \| Team DSM \| + 0" \| \| \| 4t \| Alberto Bettiol \| EF Education-EasyPost \| + 0" \| \| \| 5è \| Thomas Pidcock \| Ineos Grenadiers \| + 0" \| \| \| 6è \| Alexander Aranburu Deba \| Movistar Team \| + 0" \| \| \| 7è \| Felix Großschartner \| Bora-Hansgrohe \| + 0" \| \| \| 8è \| Gianluca Brambilla \| Trek-Segafredo \| + 0" \| \| \| 9è \| Mathieu Burgaudeau \| TotalEnergies \| + 0" \| \| \| 10è \| Stefan Küng \| Groupama-FDJ \| + 0" \| \| |                         |                       |            |
| |                         |                       |            |
| |                         |                       |            |
| Classificació de l'etapa |                         |                       |            |
| Corredor | Corredor                | Equip                 | Temps      |
| 1r | Daryl Impey             | Israel-Premier Tech   | 4h 14' 09" |
| 2n | Michael Matthews        | BikeExchange-Jayco    | + 0"       |
| 3r | Søren Kragh Andersen    | Team DSM              | + 0"       |
| 4t | Alberto Bettiol         | EF Education-EasyPost | + 0"       |
| 5è | Thomas Pidcock          | Ineos Grenadiers      | + 0"       |
| 6è | Alexander Aranburu Deba | Movistar Team         | + 0"       |
| 7è | Felix Großschartner     | Bora-Hansgrohe        | + 0"       |
| 8è | Gianluca Brambilla      | Trek-Segafredo        | + 0"       |
| 9è | Mathieu Burgaudeau      | TotalEnergies         | + 0"       |
| 10è | Stefan Küng             | Groupama-FDJ          | + 0"       |

| \| Classificació general \| Classificació general \| Classificació general \| Classificació general \| Classificació general \| \| Corredor \| Corredor \| Equip \| Temps \| \| \| --------------------- \| --------------------- \| --------------------- \| --------------------- \| --------------------- \| \| 1r \| Stephen Williams \| Bahrain Victorious \| 17h 46' 28" \| \| \| 2n \| Andreas Kron \| Lotto-Soudal \| + 6" \| \| \| 3r \| Geraint Thomas \| Ineos Grenadiers \| + 7" \| \| \| 4t \| Andreas Leknessund \| Team DSM \| + 7" \| \| \| 5è \| Stefan Küng \| Groupama-FDJ \| + 10" \| \| \| 6è \| Marc Hirschi \| UAE Team Emirates \| + 10" \| \| \| 7è \| Sepp Kuss \| Jumbo-Visma \| + 10" \| \| \| 8è \| Jakob Fuglsang \| Israel-Premier Tech \| + 10" \| \| \| 9è \| Aleksandr Vlàssov \| Bora-Hansgrohe \| + 10" \| \| \| 10è \| Adam Yates \| Ineos Grenadiers \| + 10" \| \| |                    |                     |             |
| |                    |                     |             |
| |                    |                     |             |
| Classificació general |                    |                     |             |
| Corredor | Corredor           | Equip               | Temps       |
| 1r | Stephen Williams   | Bahrain Victorious  | 17h 46' 28" |
| 2n | Andreas Kron       | Lotto-Soudal        | + 6"        |
| 3r | Geraint Thomas     | Ineos Grenadiers    | + 7"        |
| 4t | Andreas Leknessund | Team DSM            | + 7"        |
| 5è | Stefan Küng        | Groupama-FDJ        | + 10"       |
| 6è | Marc Hirschi       | UAE Team Emirates   | + 10"       |
| 7è | Sepp Kuss          | Jumbo-Visma         | + 10"       |
| 8è | Jakob Fuglsang     | Israel-Premier Tech | + 10"       |
| 9è | Aleksandr Vlàssov  | Bora-Hansgrohe      | + 10"       |
| 10è | Adam Yates         | Ineos Grenadiers    | + 10"       |

### 5a etapa
| \| Classificació de l'etapa \| Classificació de l'etapa \| Classificació de l'etapa \| Classificació de l'etapa \| Classificació de l'etapa \| \| Corredor \| Corredor \| Equip \| Temps \| \| \| ------------------------ \| ------------------------ \| ------------------------ \| ------------------------ \| ------------------------ \| \| 1r \| Aleksandr Vlàssov \| Bora-Hansgrohe \| 4h 30' 28" \| \| \| 2n \| Neilson Powless \| EF Education-EasyPost \| + 0" \| \| \| 3r \| Jakob Fuglsang \| Israel-Premier Tech \| + 0" \| \| \| 4t \| Geraint Thomas \| Ineos Grenadiers \| + 0" \| \| \| 5è \| Diego Ulissi \| UAE Team Emirates \| + 5" \| \| \| 6è \| Felix Großschartner \| Bora-Hansgrohe \| + 6" \| \| \| 7è \| Stefan Küng \| Groupama-FDJ \| + 6" \| \| \| 8è \| Sergio Higuita García \| Bora-Hansgrohe \| + 6" \| \| \| 9è \| Maximilian Schachmann \| Bora-Hansgrohe \| + 6" \| \| \| 10è \| Sébastien Reichenbach \| Groupama-FDJ \| + 9" \| \| |                       |                       |            |
| |                       |                       |            |
| |                       |                       |            |
| Classificació de l'etapa |                       |                       |            |
| Corredor | Corredor              | Equip                 | Temps      |
| 1r | Aleksandr Vlàssov     | Bora-Hansgrohe        | 4h 30' 28" |
| 2n | Neilson Powless       | EF Education-EasyPost | + 0"       |
| 3r | Jakob Fuglsang        | Israel-Premier Tech   | + 0"       |
| 4t | Geraint Thomas        | Ineos Grenadiers      | + 0"       |
| 5è | Diego Ulissi          | UAE Team Emirates     | + 5"       |
| 6è | Felix Großschartner   | Bora-Hansgrohe        | + 6"       |
| 7è | Stefan Küng           | Groupama-FDJ          | + 6"       |
| 8è | Sergio Higuita García | Bora-Hansgrohe        | + 6"       |
| 9è | Maximilian Schachmann | Bora-Hansgrohe        | + 6"       |
| 10è | Sébastien Reichenbach | Groupama-FDJ          | + 9"       |

| \| Classificació general \| Classificació general \| Classificació general \| Classificació general \| Classificació general \| \| Corredor \| Corredor \| Equip \| Temps \| \| \| --------------------- \| --------------------- \| --------------------- \| --------------------- \| --------------------- \| \| 1r \| Aleksandr Vlàssov \| Bora-Hansgrohe \| 22h 16' 56" \| \| \| 2n \| Jakob Fuglsang \| Israel-Premier Tech \| + 6" \| \| \| 3r \| Geraint Thomas \| Ineos Grenadiers \| + 7" \| \| \| 4t \| Andreas Kron \| Lotto-Soudal \| + 14" \| \| \| 5è \| Stefan Küng \| Groupama-FDJ \| + 16" \| \| \| 6è \| Sergio Higuita García \| Bora-Hansgrohe \| + 16" \| \| \| 7è \| Neilson Powless \| EF Education-EasyPost \| + 28" \| \| \| 8è \| Felix Großschartner \| Bora-Hansgrohe \| + 40" \| \| \| 9è \| Sébastien Reichenbach \| Groupama-FDJ \| + 43" \| \| \| 10è \| Andreas Leknessund \| Team DSM \| + 44" \| \| |                       |                       |             |
| |                       |                       |             |
| |                       |                       |             |
| Classificació general |                       |                       |             |
| Corredor | Corredor              | Equip                 | Temps       |
| 1r | Aleksandr Vlàssov     | Bora-Hansgrohe        | 22h 16' 56" |
| 2n | Jakob Fuglsang        | Israel-Premier Tech   | + 6"        |
| 3r | Geraint Thomas        | Ineos Grenadiers      | + 7"        |
| 4t | Andreas Kron          | Lotto-Soudal          | + 14"       |
| 5è | Stefan Küng           | Groupama-FDJ          | + 16"       |
| 6è | Sergio Higuita García | Bora-Hansgrohe        | + 16"       |
| 7è | Neilson Powless       | EF Education-EasyPost | + 28"       |
| 8è | Felix Großschartner   | Bora-Hansgrohe        | + 40"       |
| 9è | Sébastien Reichenbach | Groupama-FDJ          | + 43"       |
| 10è | Andreas Leknessund    | Team DSM              | + 44"       |

### 6a etapa
| \| Classificació de l'etapa \| Classificació de l'etapa \| Classificació de l'etapa \| Classificació de l'etapa \| Classificació de l'etapa \| \| Corredor \| Corredor \| Equip \| Temps \| \| \| ------------------------ \| ------------------------ \| ------------------------ \| ------------------------ \| ------------------------ \| \| 1r \| Nico Denz \| Team DSM \| 5h 11' 14" \| \| \| 2n \| Clément Champoussin \| AG2R Citroën Team \| + 0" \| \| \| 3r \| José Herrada López \| Cofidis \| + 0" \| \| \| 4t \| Quinn Simmons \| Trek-Segafredo \| + 0" \| \| \| 5è \| Fausto Masnada \| Quick-Step Alpha Vinyl \| + 11" \| \| \| 6è \| Quentin Pacher \| Groupama-FDJ \| + 1' 33" \| \| \| 7è \| Roland Thalmann \| Team Vorarlberg \| + 3' 26" \| \| \| 8è \| Geraint Thomas \| Ineos Grenadiers \| + 2' 14" \| \| \| 9è \| Sergio Higuita García \| Bora-Hansgrohe \| + 2' 14" \| \| \| 10è \| Jakob Fuglsang \| Israel-Premier Tech \| + 2' 14" \| \| |                       |                        |            |
| |                       |                        |            |
| |                       |                        |            |
| Classificació de l'etapa |                       |                        |            |
| Corredor | Corredor              | Equip                  | Temps      |
| 1r | Nico Denz             | Team DSM               | 5h 11' 14" |
| 2n | Clément Champoussin   | AG2R Citroën Team      | + 0"       |
| 3r | José Herrada López    | Cofidis                | + 0"       |
| 4t | Quinn Simmons         | Trek-Segafredo         | + 0"       |
| 5è | Fausto Masnada        | Quick-Step Alpha Vinyl | + 11"      |
| 6è | Quentin Pacher        | Groupama-FDJ           | + 1' 33"   |
| 7è | Roland Thalmann       | Team Vorarlberg        | + 3' 26"   |
| 8è | Geraint Thomas        | Ineos Grenadiers       | + 2' 14"   |
| 9è | Sergio Higuita García | Bora-Hansgrohe         | + 2' 14"   |
| 10è | Jakob Fuglsang        | Israel-Premier Tech    | + 2' 14"   |

| \| Classificació general \| Classificació general \| Classificació general \| Classificació general \| Classificació general \| \| Corredor \| Corredor \| Equip \| Temps \| \| \| --------------------- \| --------------------- \| ---------------------------------- \| --------------------- \| --------------------- \| \| 1r \| Jakob Fuglsang \| Israel-Premier Tech \| 27h 30' 30" \| \| \| 2n \| Geraint Thomas \| Ineos Grenadiers \| + 1" \| \| \| 3r \| Sergio Higuita García \| Bora-Hansgrohe \| + 10" \| \| \| 4t \| Neilson Powless \| EF Education-EasyPost \| + 26" \| \| \| 5è \| Felix Großschartner \| Bora-Hansgrohe \| + 34" \| \| \| 6è \| Andreas Leknessund \| Team DSM \| + 46" \| \| \| 7è \| Stefan Küng \| Groupama-FDJ \| + 49" \| \| \| 8è \| Andreas Kron \| Lotto-Soudal \| + 1' 00" \| \| \| 9è \| Domenico Pozzovivo \| Intermarché-Wanty-Gobert Matériaux \| + 1' 07" \| \| \| 10è \| Sébastien Reichenbach \| Groupama-FDJ \| + 1' 29" \| \| |                       |                                    |             |
| |                       |                                    |             |
| |                       |                                    |             |
| Classificació general |                       |                                    |             |
| Corredor | Corredor              | Equip                              | Temps       |
| 1r | Jakob Fuglsang        | Israel-Premier Tech                | 27h 30' 30" |
| 2n | Geraint Thomas        | Ineos Grenadiers                   | + 1"        |
| 3r | Sergio Higuita García | Bora-Hansgrohe                     | + 10"       |
| 4t | Neilson Powless       | EF Education-EasyPost              | + 26"       |
| 5è | Felix Großschartner   | Bora-Hansgrohe                     | + 34"       |
| 6è | Andreas Leknessund    | Team DSM                           | + 46"       |
| 7è | Stefan Küng           | Groupama-FDJ                       | + 49"       |
| 8è | Andreas Kron          | Lotto-Soudal                       | + 1' 00"    |
| 9è | Domenico Pozzovivo    | Intermarché-Wanty-Gobert Matériaux | + 1' 07"    |
| 10è | Sébastien Reichenbach | Groupama-FDJ                       | + 1' 29"    |

### 7a etapa
| \| Classificació de l'etapa \| Classificació de l'etapa \| Classificació de l'etapa \| Classificació de l'etapa \| Classificació de l'etapa \| \| Corredor \| Corredor \| Equip \| Temps \| \| \| ------------------------ \| ---------------------------- \| ---------------------------------- \| ------------------------ \| ------------------------ \| \| 1r \| Thibaut Pinot \| Groupama-FDJ \| 5h 06' 39" \| \| \| 2n \| Óscar Rodríguez Garaicoechea \| Movistar Team \| + 25" \| \| \| 3r \| Aleksei Lutsenko \| Astana Qazaqstan Team \| + 38" \| \| \| 4t \| Sergio Higuita García \| Bora-Hansgrohe \| + 1' 19" \| \| \| 5è \| Geraint Thomas \| Ineos Grenadiers \| + 1' 30" \| \| \| 6è \| Nicolas Prodhomme \| AG2R Citroën Team \| + 1' 40" \| \| \| 7è \| Jakob Fuglsang \| Israel-Premier Tech \| + 1' 48" \| \| \| 8è \| Domenico Pozzovivo \| Intermarché-Wanty-Gobert Matériaux \| + 1' 59" \| \| \| 9è \| Sébastien Reichenbach \| Groupama-FDJ \| + 2' 09" \| \| \| 10è \| Neilson Powless \| EF Education-EasyPost \| + 2' 19" \| \| |                              |                                    |            |
| |                              |                                    |            |
| |                              |                                    |            |
| Classificació de l'etapa |                              |                                    |            |
| Corredor | Corredor                     | Equip                              | Temps      |
| 1r | Thibaut Pinot                | Groupama-FDJ                       | 5h 06' 39" |
| 2n | Óscar Rodríguez Garaicoechea | Movistar Team                      | + 25"      |
| 3r | Aleksei Lutsenko             | Astana Qazaqstan Team              | + 38"      |
| 4t | Sergio Higuita García        | Bora-Hansgrohe                     | + 1' 19"   |
| 5è | Geraint Thomas               | Ineos Grenadiers                   | + 1' 30"   |
| 6è | Nicolas Prodhomme            | AG2R Citroën Team                  | + 1' 40"   |
| 7è | Jakob Fuglsang               | Israel-Premier Tech                | + 1' 48"   |
| 8è | Domenico Pozzovivo           | Intermarché-Wanty-Gobert Matériaux | + 1' 59"   |
| 9è | Sébastien Reichenbach        | Groupama-FDJ                       | + 2' 09"   |
| 10è | Neilson Powless              | EF Education-EasyPost              | + 2' 19"   |

| \| Classificació general \| Classificació general \| Classificació general \| Classificació general \| Classificació general \| \| Corredor \| Corredor \| Equip \| Temps \| \| \| --------------------- \| --------------------- \| ---------------------------------- \| --------------------- \| --------------------- \| \| 1r \| Sergio Higuita García \| Bora-Hansgrohe \| 32h 38' 38" \| \| \| 2n \| Geraint Thomas \| Ineos Grenadiers \| + 2" \| \| \| 3r \| Jakob Fuglsang \| Israel-Premier Tech \| + 19" \| \| \| 4t \| Neilson Powless \| EF Education-EasyPost \| + 1' 16" \| \| \| 5è \| Domenico Pozzovivo \| Intermarché-Wanty-Gobert Matériaux \| + 1' 37" \| \| \| 6è \| Sébastien Reichenbach \| Groupama-FDJ \| + 2' 09" \| \| \| 7è \| Stefan Küng \| Groupama-FDJ \| + 2' 19" \| \| \| 8è \| Bob Jungels \| AG2R Citroën Team \| + 2' 31" \| \| \| 9è \| Felix Großschartner \| Bora-Hansgrohe \| + 2' 47" \| \| \| 10è \| Andreas Leknessund \| Team DSM \| + 2' 59" \| \| |                       |                                    |             |
| |                       |                                    |             |
| |                       |                                    |             |
| Classificació general |                       |                                    |             |
| Corredor | Corredor              | Equip                              | Temps       |
| 1r | Sergio Higuita García | Bora-Hansgrohe                     | 32h 38' 38" |
| 2n | Geraint Thomas        | Ineos Grenadiers                   | + 2"        |
| 3r | Jakob Fuglsang        | Israel-Premier Tech                | + 19"       |
| 4t | Neilson Powless       | EF Education-EasyPost              | + 1' 16"    |
| 5è | Domenico Pozzovivo    | Intermarché-Wanty-Gobert Matériaux | + 1' 37"    |
| 6è | Sébastien Reichenbach | Groupama-FDJ                       | + 2' 09"    |
| 7è | Stefan Küng           | Groupama-FDJ                       | + 2' 19"    |
| 8è | Bob Jungels           | AG2R Citroën Team                  | + 2' 31"    |
| 9è | Felix Großschartner   | Bora-Hansgrohe                     | + 2' 47"    |
| 10è | Andreas Leknessund    | Team DSM                           | + 2' 59"    |

### 8a etapa
| \| Classificació de l'etapa \| Classificació de l'etapa \| Classificació de l'etapa \| Classificació de l'etapa \| Classificació de l'etapa \| \| Corredor \| Corredor \| Equip \| Temps \| \| \| ------------------------ \| ------------------------ \| ------------------------ \| ------------------------ \| ------------------------ \| \| 1r \| Remco Evenepoel \| Quick-Step Alpha Vinyl \| 28' 26" \| \| \| 2n \| Geraint Thomas \| Ineos Grenadiers \| + 3" \| \| \| 3r \| Stefan Küng \| Groupama-FDJ \| + 11" \| \| \| 4t \| Daniel Martínez Poveda \| Ineos Grenadiers \| + 28" \| \| \| 5è \| Bob Jungels \| AG2R Citroën Team \| + 33" \| \| \| 6è \| Maximilian Schachmann \| Bora-Hansgrohe \| + 39" \| \| \| 7è \| Felix Großschartner \| Bora-Hansgrohe \| + 55" \| \| \| 8è \| Neilson Powless \| EF Education-EasyPost \| + 59" \| \| \| 9è \| Jakob Fuglsang \| Israel-Premier Tech \| + 1' 02" \| \| \| 10è \| Dylan van Baarle \| Ineos Grenadiers \| + 1' 05" \| \| |                        |                        |          |
| |                        |                        |          |
| |                        |                        |          |
| Classificació de l'etapa |                        |                        |          |
| Corredor | Corredor               | Equip                  | Temps    |
| 1r | Remco Evenepoel        | Quick-Step Alpha Vinyl | 28' 26"  |
| 2n | Geraint Thomas         | Ineos Grenadiers       | + 3"     |
| 3r | Stefan Küng            | Groupama-FDJ           | + 11"    |
| 4t | Daniel Martínez Poveda | Ineos Grenadiers       | + 28"    |
| 5è | Bob Jungels            | AG2R Citroën Team      | + 33"    |
| 6è | Maximilian Schachmann  | Bora-Hansgrohe         | + 39"    |
| 7è | Felix Großschartner    | Bora-Hansgrohe         | + 55"    |
| 8è | Neilson Powless        | EF Education-EasyPost  | + 59"    |
| 9è | Jakob Fuglsang         | Israel-Premier Tech    | + 1' 02" |
| 10è | Dylan van Baarle       | Ineos Grenadiers       | + 1' 05" |

## Classificacions finals

### Classificació general
| \| Classificació general \| Classificació general \| Classificació general \| Classificació general \| Classificació general \| \| Corredor \| Corredor \| Equip \| Temps \| \| \| --------------------- \| ---------------------- \| ---------------------------------- \| --------------------- \| --------------------- \| \| 1r \| Geraint Thomas \| Ineos Grenadiers \| 33h 07' 09" \| \| \| 2n \| Sergio Higuita García \| Bora-Hansgrohe \| + 1' 12" \| \| \| 3r \| Jakob Fuglsang \| Israel-Premier Tech \| + 1' 16" \| \| \| 4t \| Neilson Powless \| EF Education-EasyPost \| + 2' 10" \| \| \| 5è \| Stefan Küng \| Groupama-FDJ \| + 2' 25" \| \| \| 6è \| Bob Jungels \| AG2R Citroën Team \| + 2' 59" \| \| \| 7è \| Felix Großschartner \| Bora-Hansgrohe \| + 3' 37" \| \| \| 8è \| Daniel Martínez Poveda \| Ineos Grenadiers \| + 3' 39" \| \| \| 9è \| Domenico Pozzovivo \| Intermarché-Wanty-Gobert Matériaux \| + 3' 42" \| \| \| 10è \| Maximilian Schachmann \| Bora-Hansgrohe \| + 3' 45" \| \| |                        |                                    |             |
| |                        |                                    |             |
| Font: ProCyclingStats |                        |                                    |             |
| Classificació general |                        |                                    |             |
| Corredor | Corredor               | Equip                              | Temps       |
| 1r | Geraint Thomas         | Ineos Grenadiers                   | 33h 07' 09" |
| 2n | Sergio Higuita García  | Bora-Hansgrohe                     | + 1' 12"    |
| 3r | Jakob Fuglsang         | Israel-Premier Tech                | + 1' 16"    |
| 4t | Neilson Powless        | EF Education-EasyPost              | + 2' 10"    |
| 5è | Stefan Küng            | Groupama-FDJ                       | + 2' 25"    |
| 6è | Bob Jungels            | AG2R Citroën Team                  | + 2' 59"    |
| 7è | Felix Großschartner    | Bora-Hansgrohe                     | + 3' 37"    |
| 8è | Daniel Martínez Poveda | Ineos Grenadiers                   | + 3' 39"    |
| 9è | Domenico Pozzovivo     | Intermarché-Wanty-Gobert Matériaux | + 3' 42"    |
| 10è | Maximilian Schachmann  | Bora-Hansgrohe                     | + 3' 45"    |

### Classificacions secundàries
| Classificació de la muntanya | Classificació de la muntanya | Classificació de la muntanya | Classificació de la muntanya | Classificació de la muntanya |
| Corredor                     | Corredor                     | Equip                        | Punts                        |                              |
| ---------------------------- | ---------------------------- | ---------------------------- | ---------------------------- | ---------------------------- |
| 1r                           | Quinn Simmons                | Trek-Segafredo               | 60 pts                       |                              |
| 2n                           | Fausto Masnada               | Quick-Step Alpha Vinyl       | 31 pts                       |                              |
| 3r                           | Thibaut Pinot                | Groupama-FDJ                 | 28 pts                       |                              |
| 4t                           | Nico Denz                    | Team DSM                     | 20 pts                       |                              |
| 5è                           | Óscar Rodríguez Garaicoechea | Movistar Team                | 16 pts                       |                              |
| 6è                           | Clément Champoussin          | AG2R Citroën Team            | 15 pts                       |                              |
| 7è                           | Clément Berthet              | AG2R Citroën Team            | 14 pts                       |                              |
| 8è                           | Philippe Gilbert             | Lotto-Soudal                 | 12 pts                       |                              |
| 9è                           | Andreas Leknessund           | Team DSM                     | 10 pts                       |                              |
| 10è                          | Alexander Kamp               | Trek-Segafredo               | 10 pts                       |                              |

| Classificació de la muntanya | Classificació de la muntanya | Classificació de la muntanya | Classificació de la muntanya | Classificació de la muntanya |
| Corredor                     | Corredor                     | Equip                        | Punts                        |                              |
| ---------------------------- | ---------------------------- | ---------------------------- | ---------------------------- | ---------------------------- |
| 1r                           | Quinn Simmons                | Trek-Segafredo               | 60 pts                       |                              |
| 2n                           | Fausto Masnada               | Quick-Step Alpha Vinyl       | 31 pts                       |                              |
| 3r                           | Thibaut Pinot                | Groupama-FDJ                 | 28 pts                       |                              |
| 4t                           | Nico Denz                    | Team DSM                     | 20 pts                       |                              |
| 5è                           | Óscar Rodríguez Garaicoechea | Movistar Team                | 16 pts                       |                              |
| 6è                           | Clément Champoussin          | AG2R Citroën Team            | 15 pts                       |                              |
| 7è                           | Clément Berthet              | AG2R Citroën Team            | 14 pts                       |                              |
| 8è                           | Philippe Gilbert             | Lotto-Soudal                 | 12 pts                       |                              |
| 9è                           | Andreas Leknessund           | Team DSM                     | 10 pts                       |                              |
| 10è                          | Alexander Kamp               | Trek-Segafredo               | 10 pts                       |                              |

| Classificació per punts | Classificació per punts | Classificació per punts | Classificació per punts | Classificació per punts |
| Corredor                | Corredor                | Equip                   | Punts                   |                         |
| ----------------------- | ----------------------- | ----------------------- | ----------------------- | ----------------------- |
| 1r                      | Michael Matthews        | BikeExchange-Jayco      | 30 pts                  |                         |
| 2n                      | Andreas Leknessund      | Team DSM                | 20 pts                  |                         |
| 3r                      | Quinn Simmons           | Trek-Segafredo          | 18 pts                  |                         |
| 4t                      | Geraint Thomas          | Ineos Grenadiers        | 18 pts                  |                         |
| 5è                      | Thibaut Pinot           | Groupama-FDJ            | 13 pts                  |                         |
| 6è                      | Remco Evenepoel         | Quick-Step Alpha Vinyl  | 12 pts                  |                         |
| 7è                      | Nico Denz               | Team DSM                | 12 pts                  |                         |
| 8è                      | Matthew Holmes          | Lotto-Soudal            | 12 pts                  |                         |
| 9è                      | Maximilian Schachmann   | Bora-Hansgrohe          | 10 pts                  |                         |
| 10è                     | Clément Champoussin     | AG2R Citroën Team       | 9 pts                   |                         |

| Classificació per punts | Classificació per punts | Classificació per punts | Classificació per punts | Classificació per punts |
| Corredor                | Corredor                | Equip                   | Punts                   |                         |
| ----------------------- | ----------------------- | ----------------------- | ----------------------- | ----------------------- |
| 1r                      | Michael Matthews        | BikeExchange-Jayco      | 30 pts                  |                         |
| 2n                      | Andreas Leknessund      | Team DSM                | 20 pts                  |                         |
| 3r                      | Quinn Simmons           | Trek-Segafredo          | 18 pts                  |                         |
| 4t                      | Geraint Thomas          | Ineos Grenadiers        | 18 pts                  |                         |
| 5è                      | Thibaut Pinot           | Groupama-FDJ            | 13 pts                  |                         |
| 6è                      | Remco Evenepoel         | Quick-Step Alpha Vinyl  | 12 pts                  |                         |
| 7è                      | Nico Denz               | Team DSM                | 12 pts                  |                         |
| 8è                      | Matthew Holmes          | Lotto-Soudal            | 12 pts                  |                         |
| 9è                      | Maximilian Schachmann   | Bora-Hansgrohe          | 10 pts                  |                         |
| 10è                     | Clément Champoussin     | AG2R Citroën Team       | 9 pts                   |                         |

| Classificació del millor jove | Classificació del millor jove | Classificació del millor jove | Classificació del millor jove | Classificació del millor jove |
| Corredor                      | Corredor                      | Equip                         | Temps                         |                               |
| ----------------------------- | ----------------------------- | ----------------------------- | ----------------------------- | ----------------------------- |
| 1r                            | Sergio Higuita García         | Bora-Hansgrohe                | 33h 08' 21"                   |                               |
| 2n                            | Remco Evenepoel               | Quick-Step Alpha Vinyl        | + 2' 52"                      |                               |
| 3r                            | Andreas Leknessund            | Team DSM                      | + 3' 14"                      |                               |
| 4t                            | Andreas Kron                  | Lotto-Soudal                  | + 5' 55"                      |                               |
| 5è                            | Mathieu Burgaudeau            | TotalEnergies                 | + 7' 25"                      |                               |
| 6è                            | Clément Berthet               | AG2R Citroën Team             | + 19' 40"                     |                               |
| 7è                            | Clément Champoussin           | AG2R Citroën Team             | + 30' 03"                     |                               |
| 8è                            | Sylvain Moniquet              | Lotto-Soudal                  | + 39' 23"                     |                               |
| 9è                            | Yannis Voisard                | Suïssa                        | + 44' 45"                     |                               |
| 10è                           | Nicolas Prodhomme             | AG2R Citroën Team             | + 48' 19"                     |                               |

| Classificació del millor jove | Classificació del millor jove | Classificació del millor jove | Classificació del millor jove | Classificació del millor jove |
| Corredor                      | Corredor                      | Equip                         | Temps                         |                               |
| ----------------------------- | ----------------------------- | ----------------------------- | ----------------------------- | ----------------------------- |
| 1r                            | Sergio Higuita García         | Bora-Hansgrohe                | 33h 08' 21"                   |                               |
| 2n                            | Remco Evenepoel               | Quick-Step Alpha Vinyl        | + 2' 52"                      |                               |
| 3r                            | Andreas Leknessund            | Team DSM                      | + 3' 14"                      |                               |
| 4t                            | Andreas Kron                  | Lotto-Soudal                  | + 5' 55"                      |                               |
| 5è                            | Mathieu Burgaudeau            | TotalEnergies                 | + 7' 25"                      |                               |
| 6è                            | Clément Berthet               | AG2R Citroën Team             | + 19' 40"                     |                               |
| 7è                            | Clément Champoussin           | AG2R Citroën Team             | + 30' 03"                     |                               |
| 8è                            | Sylvain Moniquet              | Lotto-Soudal                  | + 39' 23"                     |                               |
| 9è                            | Yannis Voisard                | Suïssa                        | + 44' 45"                     |                               |
| 10è                           | Nicolas Prodhomme             | AG2R Citroën Team             | + 48' 19"                     |                               |

| Classificació per equips | Classificació per equips | Classificació per equips | Classificació per equips |
| Equip                    | Equip                    | Temps                    |                          |
| ------------------------ | ------------------------ | ------------------------ | ------------------------ |
| 1r                       | Bora-Hansgrohe           | 99h 28' 46"              |                          |
| 2n                       | Groupama-FDJ             | + 1' 07"                 |                          |
| 3r                       | AG2R Citroën Team        | + 17' 22"                |                          |
| 4t                       | Ineos Grenadiers         | + 31' 30"                |                          |
| 5è                       | Quick-Step Alpha Vinyl   | + 38' 35"                |                          |

| Classificació per equips | Classificació per equips | Classificació per equips | Classificació per equips |
| Equip                    | Equip                    | Temps                    |                          |
| ------------------------ | ------------------------ | ------------------------ | ------------------------ |
| 1r                       | Bora-Hansgrohe           | 99h 28' 46"              |                          |
| 2n                       | Groupama-FDJ             | + 1' 07"                 |                          |
| 3r                       | AG2R Citroën Team        | + 17' 22"                |                          |
| 4t                       | Ineos Grenadiers         | + 31' 30"                |                          |
| 5è                       | Quick-Step Alpha Vinyl   | + 38' 35"                |                          |

## Evolució de les classificacions
| Etapa                  | Vencedor               | Classificació general | Classificació per punts | Classificació de la muntanya | Classificació dels joves | Classificació per equips |
| ---------------------- | ---------------------- | --------------------- | ----------------------- | ---------------------------- | ------------------------ | ------------------------ |
| 1                      | Stephen Williams       | Stephen Williams      | Stephen Williams        | Quinn Simmons                | Andreas Kron             | Bora-Hansgrohe           |
| 2                      | Andreas Leknessund     | Stephen Williams      | Andreas Leknessund      | Quinn Simmons                | Andreas Kron             | Bora-Hansgrohe           |
| 3                      | Peter Sagan            | Stephen Williams      | Andreas Leknessund      | Quinn Simmons                | Andreas Kron             | Bora-Hansgrohe           |
| 4                      | Daryl Impey            | Stephen Williams      | Andreas Leknessund      | Quinn Simmons                | Andreas Kron             | Bora-Hansgrohe           |
| 5                      | Aleksandr Vlàssov      | Aleksandr Vlàssov     | Andreas Leknessund      | Quinn Simmons                | Andreas Kron             | Bora-Hansgrohe           |
| 6                      | Nico Denz              | Jakob Fuglsang        | Michael Matthews        | Quinn Simmons                | Sergio Higuita           | Bora-Hansgrohe           |
| 7                      | Thibaut Pinot          | Sergio Higuita        | Michael Matthews        | Quinn Simmons                | Sergio Higuita           | Groupama-FDJ             |
| 8                      | Remco Evenepoel        | Geraint Thomas        | Michael Matthews        | Quinn Simmons                | Sergio Higuita           | Bora-Hansgrohe           |
| Classificacions finals | Classificacions finals | Geraint Thomas        | Michael Matthews        | Quinn Simmons                | Sergio Higuita           | Bora-Hansgrohe           |

## Llista de participants
| Ineos Grenadiers IGD | Ineos Grenadiers IGD                 | Ineos Grenadiers IGD |
| -------------------- | ------------------------------------ | -------------------- |
| Núm                  | Ciclista                             | Pos                  |
| 1                    | Adam Yates (GBR)                     | NP-5                 |
| 2                    | Daniel Martínez Poveda (COL) (crono) | 8è                   |
| 3                    | Thomas Pidcock (GBR)                 | NP-6                 |
| 4                    | Luke Rowe (GBR)                      | DNF-7                |
| 5                    | Omar Fraile Matarranz (ESP) (ruta)   | NP-8                 |
| 6                    | Dylan van Baarle (NED)               | 55è                  |
| 7                    | Geraint Thomas (GBR)                 | 1r                   |

| AG2R Citroën Team ACT | AG2R Citroën Team ACT     | AG2R Citroën Team ACT |
| --------------------- | ------------------------- | --------------------- |
| Núm                   | Ciclista                  | Pos                   |
| 11                    | Benoît Cosnefroy (FRA)    | 62è                   |
| 12                    | Clément Champoussin (FRA) | 26è                   |
| 13                    | Clément Berthet (FRA)     | 22è                   |
| 14                    | Nicolas Prodhomme (FRA)   | 36è                   |
| 15                    | Bob Jungels (LUX)         | 6è                    |
| 16                    | Michael Schär (SUI)       | 33è                   |
| 17                    | Lawrence Warbasse (USA)   | NP-8                  |

| Astana Qazaqstan Team AST | Astana Qazaqstan Team AST | Astana Qazaqstan Team AST |
| ------------------------- | ------------------------- | ------------------------- |
| Núm                       | Ciclista                  | Pos                       |
| 21                        | Aleksei Lutsenko (KAZ)    | 19è                       |
| 22                        | Manuele Boaro (ITA)       | DNF-6                     |
| 23                        | Yevgeniy Fedorov (KAZ)    | NP-5                      |
| 24                        | Dmitri Grúzdev (KAZ)      | 50è                       |
| 25                        | Antonio Nibali (ITA)      | 60è                       |
| 26                        | Leonardo Basso (ITA)      | DNF-2                     |
| 27                        | Gianni Moscon (ITA)       | 59è                       |

| Bahrain Victorious TBV | Bahrain Victorious TBV      | Bahrain Victorious TBV |
| ---------------------- | --------------------------- | ---------------------- |
| Núm                    | Ciclista                    | Pos                    |
| 31                     | Gino Mäder (SUI)            | NP-5                   |
| 32                     | Johan Price-Pejtersen (DEN) | NP-6                   |
| 33                     | Yukiya Arashiro (JPN)       | NP-6                   |
| 34                     | Hermann Pernsteiner (AUT)   | NP-5                   |
| 35                     | Edoardo Zambanini (ITA)     | NP-6                   |
| 36                     | Stephen Williams (GBR)      | NP-6                   |
| 37                     | Filip Maciejuk (POL)        | NP-6                   |

| BikeExchange-Jayco BEX | BikeExchange-Jayco BEX | BikeExchange-Jayco BEX |
| ---------------------- | ---------------------- | ---------------------- |
| Núm                    | Ciclista               | Pos                    |
| 41                     | Michael Matthews (AUS) | 21è                    |
| 43                     | Damien Howson (AUS)    | DNF-5                  |
| 44                     | Jan Maas (NED)         | NP-4                   |
| 45                     | Jack Bauer (NZL)       | 52è                    |
| 46                     | Cameron Meyer (AUS)    | DNF-5                  |
| 47                     | Dion Smith (NZL)       | 38è                    |

| Bora-Hansgrohe BOH | Bora-Hansgrohe BOH                 | Bora-Hansgrohe BOH |
| ------------------ | ---------------------------------- | ------------------ |
| Núm                | Ciclista                           | Pos                |
| 51                 | Aleksandr Vlàssov (RUS) (crono)    | NP-6               |
| 52                 | Marco Haller (AUT)                 | NP-7               |
| 53                 | Sergio Higuita García (COL) (ruta) | 2n                 |
| 54                 | Anton Palzer (GER)                 | NP-6               |
| 55                 | Maximilian Schachmann (GER) (ruta) | 10è                |
| 56                 | Felix Großschartner (AUT)          | 7è                 |
| 57                 | Frederik Wandahl (DEN)             | NP-4               |

| Cofidis COF | Cofidis COF                         | Cofidis COF |
| ----------- | ----------------------------------- | ----------- |
| Núm         | Ciclista                            | Pos         |
| 61          | Ion Izagirre Insausti (ESP) (crono) | 34è         |
| 62          | Sander Armée (BEL)                  | NP-7        |
| 63          | Bryan Coquard (FRA)                 | 53è         |
| 64          | José Herrada López (ESP)            | 23è         |
| 65          | Tom Bohli (SUI)                     | 74è         |
| 66          | Rémy Rochas (FRA)                   | 27è         |
| 67          | Davide Villella (ITA)               | DNF-3       |

| Team DSM DSM | Team DSM DSM               | Team DSM DSM |
| ------------ | -------------------------- | ------------ |
| Núm          | Ciclista                   | Pos          |
| 71           | Søren Kragh Andersen (DEN) | NP-5         |
| 72           | Thymen Arensman (NED)      | DNF-4        |
| 73           | Nikias Arndt (GER)         | 29è          |
| 74           | Andreas Leknessund (NOR)   | 13è          |
| 75           | Cees Bol (NED)             | NP-5         |
| 76           | Nico Denz (GER)            | 47è          |
| 77           | Casper Pedersen (DEN)      | NP-5         |

| EF Education-EasyPost EFE | EF Education-EasyPost EFE | EF Education-EasyPost EFE |
| ------------------------- | ------------------------- | ------------------------- |
| Núm                       | Ciclista                  | Pos                       |
| 81                        | Rigoberto Urán (COL)      | NP-6                      |
| 82                        | Stefan Bissegger (SUI)    | NP-6                      |
| 83                        | Alberto Bettiol (ITA)     | NP-6                      |
| 84                        | Hugh Carthy (GBR)         | NP-6                      |
| 85                        | Neilson Powless (USA)     | 4t                        |
| 86                        | Jonas Rutsch (GER)        | 39è                       |
| 87                        | Thomas Scully (NZL)       | DNF-5                     |

| Groupama-FDJ GFC | Groupama-FDJ GFC                 | Groupama-FDJ GFC |
| ---------------- | -------------------------------- | ---------------- |
| Núm              | Ciclista                         | Pos              |
| 91               | Thibaut Pinot (FRA)              | 14è              |
| 92               | Antoine Duchesne (CAN)           | 43è              |
| 93               | Stefan Küng (SUI) (ruta i crono) | 5è               |
| 94               | Quentin Pacher (FRA)             | NP-7             |
| 95               | Matteo Badilatti (SUI)           | 41è              |
| 96               | Sébastien Reichenbach (SUI)      | 12è              |
| 97               | Lewis Askey (GBR)                | 72è              |

| Intermarché-Wanty-Gobert Matériaux IWG | Intermarché-Wanty-Gobert Matériaux IWG | Intermarché-Wanty-Gobert Matériaux IWG |
| -------------------------------------- | -------------------------------------- | -------------------------------------- |
| Núm                                    | Ciclista                               | Pos                                    |
| 101                                    | Alexander Kristoff (NOR)               | 71è                                    |
| 102                                    | Andrea Pasqualon (ITA)                 | 31è                                    |
| 103                                    | Simone Petilli (ITA)                   | NP-6                                   |
| 104                                    | Adrien Petit (FRA)                     | 75è                                    |
| 105                                    | Baptiste Planckaert (BEL)              | 66è                                    |
| 106                                    | Domenico Pozzovivo (ITA)               | 9è                                     |
| 107                                    | Georg Zimmermann (GER)                 | DNF-6                                  |

| Israel-Premier Tech IPT | Israel-Premier Tech IPT | Israel-Premier Tech IPT |
| ----------------------- | ----------------------- | ----------------------- |
| Núm                     | Ciclista                | Pos                     |
| 111                     | Jakob Fuglsang (DEN)    | 3r                      |
| 112                     | Patrick Bevin (NZL)     | 51è                     |
| 113                     | Reto Hollenstein (SUI)  | NP-6                    |
| 114                     | Hugo Houle (CAN)        | 15è                     |
| 115                     | Daryl Impey (RSA)       | NP-8                    |
| 116                     | Krists Neilands (LAT)   | 37è                     |
| 117                     | Sebastian Berwick (AUS) | NP-6                    |

| Jumbo-Visma TJV | Jumbo-Visma TJV            | Jumbo-Visma TJV |
| --------------- | -------------------------- | --------------- |
| Núm             | Ciclista                   | Pos             |
| 121             | Rohan Dennis (AUS) (crono) | NP-5            |
| 122             | Robert Gesink (NED)        | NP-5            |
| 123             | Pascal Eenkhoorn (NED)     | NP-5            |
| 124             | Sepp Kuss (USA)            | NP-5            |
| 125             | Sam Oomen (NED)            | NP-5            |
| 126             | Timo Roosen (NED) (ruta)   | NP-5            |
| 127             | Mike Teunissen (NED)       | NP-5            |

| Lotto-Soudal LTS | Lotto-Soudal LTS       | Lotto-Soudal LTS |
| ---------------- | ---------------------- | ---------------- |
| Núm              | Ciclista               | Pos              |
| 131              | Thomas De Gendt (BEL)  | DNF-7            |
| 132              | Kamil Małecki (POL)    | DNF-3            |
| 133              | Philippe Gilbert (BEL) | 42è              |
| 134              | Matthew Holmes (GBR)   | 40è              |
| 135              | Andreas Kron (DEN)     | 16è              |
| 136              | Sylvain Moniquet (BEL) | 30è              |
| 137              | Brent Van Moer (BEL)   | 48è              |

| Movistar Team MOV | Movistar Team MOV                  | Movistar Team MOV |
| ----------------- | ---------------------------------- | ----------------- |
| Núm               | Ciclista                           | Pos               |
| 141               | Alexander Aranburu Deba (ESP)      | NP-6              |
| 142               | Johan Jacobs (SUI)                 | 65è               |
| 143               | Antonio Pedrero López (ESP)        | 18è               |
| 144               | Nélson Oliveira (POR)              | 25è               |
| 145               | Óscar Rodríguez Garaicoechea (ESP) | 28è               |
| 146               | Gonzalo Serrano Rodríguez (ESP)    | DNF-6             |
| 147               | Albert Torres Barceló (ESP)        | 61è               |

| Quick-Step Alpha Vinyl QST | Quick-Step Alpha Vinyl QST | Quick-Step Alpha Vinyl QST |
| -------------------------- | -------------------------- | -------------------------- |
| Núm                        | Ciclista                   | Pos                        |
| 151                        | Remco Evenepoel (BEL)      | 11è                        |
| 152                        | Tim Declercq (BEL)         | 56è                        |
| 153                        | Kasper Asgreen (DEN)       | NP-4                       |
| 154                        | Fausto Masnada (ITA)       | 20è                        |
| 155                        | Ilan Van Wilder (BEL)      | DNF-8                      |
| 156                        | James Knox (GBR)           | 73è                        |
| 157                        | Louis Vervaeke (BEL)       | NP-6                       |

| Trek-Segafredo TFS | Trek-Segafredo TFS       | Trek-Segafredo TFS |
| ------------------ | ------------------------ | ------------------ |
| Núm                | Ciclista                 | Pos                |
| 161                | Gianluca Brambilla (ITA) | NP-6               |
| 162                | Dario Cataldo (ITA)      | DNF-2              |
| 163                | Markus Hoelgaard (NOR)   | 58è                |
| 164                | Alexander Kamp (DEN)     | 63è                |
| 165                | Simon Pellaud (SUI)      | 45è                |
| 166                | Quinn Simmons (USA)      | 44è                |
| 167                | Otto Vergaerde (BEL)     | NP-5               |

| UAE Team Emirates UAD | UAE Team Emirates UAD            | UAE Team Emirates UAD |
| --------------------- | -------------------------------- | --------------------- |
| Núm                   | Ciclista                         | Pos                   |
| 171                   | Marc Hirschi (SUI)               | NP-6                  |
| 172                   | Alessandro Covi (ITA)            | NP-6                  |
| 173                   | Diego Ulissi (ITA)               | NP-6                  |
| 174                   | Rui Alberto Faria da Costa (POR) | NP-6                  |
| 175                   | Marc Soler i Giménez (ESP)       | NP-6                  |
| 176                   | Joel Suter (SUI)                 | NP-6                  |
| 177                   | Matteo Trentin (ITA)             | NP-6                  |

| Alpecin-Fenix AFC | Alpecin-Fenix AFC     | Alpecin-Fenix AFC |
| ----------------- | --------------------- | ----------------- |
| Núm               | Ciclista              | Pos               |
| 181               | Silvan Dillier (SUI)  | NP-6              |
| 182               | Sjoerd Bax (NED)      | NP-6              |
| 183               | Michael Gogl (AUT)    | NP-5              |
| 184               | Jimmy Janssens (BEL)  | NP-6              |
| 185               | Xandro Meurisse (BEL) | NP-6              |
| 186               | Stefano Oldani (ITA)  | NP-6              |
| 187               | Jay Vine (AUS)        | NP-4              |

| Human Powered Health HPM | Human Powered Health HPM | Human Powered Health HPM |
| ------------------------ | ------------------------ | ------------------------ |
| Núm                      | Ciclista                 | Pos                      |
| 191                      | Kristian Aasvold (NOR)   | 54è                      |
| 192                      | Chad Haga (USA)          | 68è                      |
| 193                      | Benjamin King (USA)      | NP-1                     |
| 194                      | Gavin Mannion (USA)      | 32è                      |
| 195                      | Kyle Murphy (USA)        | DNF-6                    |
| 196                      | Joey Rosskopf (USA)      | DNF-5                    |
| 197                      | Keegan Swirbul (USA)     | 49è                      |

| TotalEnergies TEN | TotalEnergies TEN           | TotalEnergies TEN |
| ----------------- | --------------------------- | ----------------- |
| Núm               | Ciclista                    | Pos               |
| 201               | Maciej Bodnar (POL) (crono) | DNF-6             |
| 202               | Mathieu Burgaudeau (FRA)    | 17è               |
| 203               | Lorrenzo Manzin (FRA)       | 76è               |
| 204               | Daniel Oss (ITA)            | 69è               |
| 205               | Paul Ourselin (FRA)         | 46è               |
| 206               | Peter Sagan (SVK) (ruta)    | NP-8              |
| 207               | Anthony Turgis (FRA)        | 67è               |

| Suïssa SUI | Suïssa SUI         | Suïssa SUI |
| ---------- | ------------------ | ---------- |
| Núm        | Ciclista           | Pos        |
| 211        | Robin Froidevaux   | 70è        |
| 212        | Claudio Imhof      | DNF-6      |
| 213        | Matthias Reutimann | 64è        |
| 214        | Lukas Ruegg        | DNF-7      |
| 215        | Roland Thalmann    | 24è        |
| 216        | Simon Vitzthum     | 57è        |
| 217        | Yannis Voisard     | 35è        |

| Ineos Grenadiers IGD | Ineos Grenadiers IGD                 | Ineos Grenadiers IGD |
| -------------------- | ------------------------------------ | -------------------- |
| Núm                  | Ciclista                             | Pos                  |
| 1                    | Adam Yates (GBR)                     | NP-5                 |
| 2                    | Daniel Martínez Poveda (COL) (crono) | 8è                   |
| 3                    | Thomas Pidcock (GBR)                 | NP-6                 |
| 4                    | Luke Rowe (GBR)                      | DNF-7                |
| 5                    | Omar Fraile Matarranz (ESP) (ruta)   | NP-8                 |
| 6                    | Dylan van Baarle (NED)               | 55è                  |
| 7                    | Geraint Thomas (GBR)                 | 1r                   |

| AG2R Citroën Team ACT | AG2R Citroën Team ACT     | AG2R Citroën Team ACT |
| --------------------- | ------------------------- | --------------------- |
| Núm                   | Ciclista                  | Pos                   |
| 11                    | Benoît Cosnefroy (FRA)    | 62è                   |
| 12                    | Clément Champoussin (FRA) | 26è                   |
| 13                    | Clément Berthet (FRA)     | 22è                   |
| 14                    | Nicolas Prodhomme (FRA)   | 36è                   |
| 15                    | Bob Jungels (LUX)         | 6è                    |
| 16                    | Michael Schär (SUI)       | 33è                   |
| 17                    | Lawrence Warbasse (USA)   | NP-8                  |

| Astana Qazaqstan Team AST | Astana Qazaqstan Team AST | Astana Qazaqstan Team AST |
| ------------------------- | ------------------------- | ------------------------- |
| Núm                       | Ciclista                  | Pos                       |
| 21                        | Aleksei Lutsenko (KAZ)    | 19è                       |
| 22                        | Manuele Boaro (ITA)       | DNF-6                     |
| 23                        | Yevgeniy Fedorov (KAZ)    | NP-5                      |
| 24                        | Dmitri Grúzdev (KAZ)      | 50è                       |
| 25                        | Antonio Nibali (ITA)      | 60è                       |
| 26                        | Leonardo Basso (ITA)      | DNF-2                     |
| 27                        | Gianni Moscon (ITA)       | 59è                       |

| Bahrain Victorious TBV | Bahrain Victorious TBV      | Bahrain Victorious TBV |
| ---------------------- | --------------------------- | ---------------------- |
| Núm                    | Ciclista                    | Pos                    |
| 31                     | Gino Mäder (SUI)            | NP-5                   |
| 32                     | Johan Price-Pejtersen (DEN) | NP-6                   |
| 33                     | Yukiya Arashiro (JPN)       | NP-6                   |
| 34                     | Hermann Pernsteiner (AUT)   | NP-5                   |
| 35                     | Edoardo Zambanini (ITA)     | NP-6                   |
| 36                     | Stephen Williams (GBR)      | NP-6                   |
| 37                     | Filip Maciejuk (POL)        | NP-6                   |

| BikeExchange-Jayco BEX | BikeExchange-Jayco BEX | BikeExchange-Jayco BEX |
| ---------------------- | ---------------------- | ---------------------- |
| Núm                    | Ciclista               | Pos                    |
| 41                     | Michael Matthews (AUS) | 21è                    |
| 43                     | Damien Howson (AUS)    | DNF-5                  |
| 44                     | Jan Maas (NED)         | NP-4                   |
| 45                     | Jack Bauer (NZL)       | 52è                    |
| 46                     | Cameron Meyer (AUS)    | DNF-5                  |
| 47                     | Dion Smith (NZL)       | 38è                    |

| Bora-Hansgrohe BOH | Bora-Hansgrohe BOH                 | Bora-Hansgrohe BOH |
| ------------------ | ---------------------------------- | ------------------ |
| Núm                | Ciclista                           | Pos                |
| 51                 | Aleksandr Vlàssov (RUS) (crono)    | NP-6               |
| 52                 | Marco Haller (AUT)                 | NP-7               |
| 53                 | Sergio Higuita García (COL) (ruta) | 2n                 |
| 54                 | Anton Palzer (GER)                 | NP-6               |
| 55                 | Maximilian Schachmann (GER) (ruta) | 10è                |
| 56                 | Felix Großschartner (AUT)          | 7è                 |
| 57                 | Frederik Wandahl (DEN)             | NP-4               |

| Cofidis COF | Cofidis COF                         | Cofidis COF |
| ----------- | ----------------------------------- | ----------- |
| Núm         | Ciclista                            | Pos         |
| 61          | Ion Izagirre Insausti (ESP) (crono) | 34è         |
| 62          | Sander Armée (BEL)                  | NP-7        |
| 63          | Bryan Coquard (FRA)                 | 53è         |
| 64          | José Herrada López (ESP)            | 23è         |
| 65          | Tom Bohli (SUI)                     | 74è         |
| 66          | Rémy Rochas (FRA)                   | 27è         |
| 67          | Davide Villella (ITA)               | DNF-3       |

| Team DSM DSM | Team DSM DSM               | Team DSM DSM |
| ------------ | -------------------------- | ------------ |
| Núm          | Ciclista                   | Pos          |
| 71           | Søren Kragh Andersen (DEN) | NP-5         |
| 72           | Thymen Arensman (NED)      | DNF-4        |
| 73           | Nikias Arndt (GER)         | 29è          |
| 74           | Andreas Leknessund (NOR)   | 13è          |
| 75           | Cees Bol (NED)             | NP-5         |
| 76           | Nico Denz (GER)            | 47è          |
| 77           | Casper Pedersen (DEN)      | NP-5         |

| EF Education-EasyPost EFE | EF Education-EasyPost EFE | EF Education-EasyPost EFE |
| ------------------------- | ------------------------- | ------------------------- |
| Núm                       | Ciclista                  | Pos                       |
| 81                        | Rigoberto Urán (COL)      | NP-6                      |
| 82                        | Stefan Bissegger (SUI)    | NP-6                      |
| 83                        | Alberto Bettiol (ITA)     | NP-6                      |
| 84                        | Hugh Carthy (GBR)         | NP-6                      |
| 85                        | Neilson Powless (USA)     | 4t                        |
| 86                        | Jonas Rutsch (GER)        | 39è                       |
| 87                        | Thomas Scully (NZL)       | DNF-5                     |

| Groupama-FDJ GFC | Groupama-FDJ GFC                 | Groupama-FDJ GFC |
| ---------------- | -------------------------------- | ---------------- |
| Núm              | Ciclista                         | Pos              |
| 91               | Thibaut Pinot (FRA)              | 14è              |
| 92               | Antoine Duchesne (CAN)           | 43è              |
| 93               | Stefan Küng (SUI) (ruta i crono) | 5è               |
| 94               | Quentin Pacher (FRA)             | NP-7             |
| 95               | Matteo Badilatti (SUI)           | 41è              |
| 96               | Sébastien Reichenbach (SUI)      | 12è              |
| 97               | Lewis Askey (GBR)                | 72è              |

| Intermarché-Wanty-Gobert Matériaux IWG | Intermarché-Wanty-Gobert Matériaux IWG | Intermarché-Wanty-Gobert Matériaux IWG |
| -------------------------------------- | -------------------------------------- | -------------------------------------- |
| Núm                                    | Ciclista                               | Pos                                    |
| 101                                    | Alexander Kristoff (NOR)               | 71è                                    |
| 102                                    | Andrea Pasqualon (ITA)                 | 31è                                    |
| 103                                    | Simone Petilli (ITA)                   | NP-6                                   |
| 104                                    | Adrien Petit (FRA)                     | 75è                                    |
| 105                                    | Baptiste Planckaert (BEL)              | 66è                                    |
| 106                                    | Domenico Pozzovivo (ITA)               | 9è                                     |
| 107                                    | Georg Zimmermann (GER)                 | DNF-6                                  |

| Israel-Premier Tech IPT | Israel-Premier Tech IPT | Israel-Premier Tech IPT |
| ----------------------- | ----------------------- | ----------------------- |
| Núm                     | Ciclista                | Pos                     |
| 111                     | Jakob Fuglsang (DEN)    | 3r                      |
| 112                     | Patrick Bevin (NZL)     | 51è                     |
| 113                     | Reto Hollenstein (SUI)  | NP-6                    |
| 114                     | Hugo Houle (CAN)        | 15è                     |
| 115                     | Daryl Impey (RSA)       | NP-8                    |
| 116                     | Krists Neilands (LAT)   | 37è                     |
| 117                     | Sebastian Berwick (AUS) | NP-6                    |

| Jumbo-Visma TJV | Jumbo-Visma TJV            | Jumbo-Visma TJV |
| --------------- | -------------------------- | --------------- |
| Núm             | Ciclista                   | Pos             |
| 121             | Rohan Dennis (AUS) (crono) | NP-5            |
| 122             | Robert Gesink (NED)        | NP-5            |
| 123             | Pascal Eenkhoorn (NED)     | NP-5            |
| 124             | Sepp Kuss (USA)            | NP-5            |
| 125             | Sam Oomen (NED)            | NP-5            |
| 126             | Timo Roosen (NED) (ruta)   | NP-5            |
| 127             | Mike Teunissen (NED)       | NP-5            |

| Lotto-Soudal LTS | Lotto-Soudal LTS       | Lotto-Soudal LTS |
| ---------------- | ---------------------- | ---------------- |
| Núm              | Ciclista               | Pos              |
| 131              | Thomas De Gendt (BEL)  | DNF-7            |
| 132              | Kamil Małecki (POL)    | DNF-3            |
| 133              | Philippe Gilbert (BEL) | 42è              |
| 134              | Matthew Holmes (GBR)   | 40è              |
| 135              | Andreas Kron (DEN)     | 16è              |
| 136              | Sylvain Moniquet (BEL) | 30è              |
| 137              | Brent Van Moer (BEL)   | 48è              |

| Movistar Team MOV | Movistar Team MOV                  | Movistar Team MOV |
| ----------------- | ---------------------------------- | ----------------- |
| Núm               | Ciclista                           | Pos               |
| 141               | Alexander Aranburu Deba (ESP)      | NP-6              |
| 142               | Johan Jacobs (SUI)                 | 65è               |
| 143               | Antonio Pedrero López (ESP)        | 18è               |
| 144               | Nélson Oliveira (POR)              | 25è               |
| 145               | Óscar Rodríguez Garaicoechea (ESP) | 28è               |
| 146               | Gonzalo Serrano Rodríguez (ESP)    | DNF-6             |
| 147               | Albert Torres Barceló (ESP)        | 61è               |

| Quick-Step Alpha Vinyl QST | Quick-Step Alpha Vinyl QST | Quick-Step Alpha Vinyl QST |
| -------------------------- | -------------------------- | -------------------------- |
| Núm                        | Ciclista                   | Pos                        |
| 151                        | Remco Evenepoel (BEL)      | 11è                        |
| 152                        | Tim Declercq (BEL)         | 56è                        |
| 153                        | Kasper Asgreen (DEN)       | NP-4                       |
| 154                        | Fausto Masnada (ITA)       | 20è                        |
| 155                        | Ilan Van Wilder (BEL)      | DNF-8                      |
| 156                        | James Knox (GBR)           | 73è                        |
| 157                        | Louis Vervaeke (BEL)       | NP-6                       |

| Trek-Segafredo TFS | Trek-Segafredo TFS       | Trek-Segafredo TFS |
| ------------------ | ------------------------ | ------------------ |
| Núm                | Ciclista                 | Pos                |
| 161                | Gianluca Brambilla (ITA) | NP-6               |
| 162                | Dario Cataldo (ITA)      | DNF-2              |
| 163                | Markus Hoelgaard (NOR)   | 58è                |
| 164                | Alexander Kamp (DEN)     | 63è                |
| 165                | Simon Pellaud (SUI)      | 45è                |
| 166                | Quinn Simmons (USA)      | 44è                |
| 167                | Otto Vergaerde (BEL)     | NP-5               |

| UAE Team Emirates UAD | UAE Team Emirates UAD            | UAE Team Emirates UAD |
| --------------------- | -------------------------------- | --------------------- |
| Núm                   | Ciclista                         | Pos                   |
| 171                   | Marc Hirschi (SUI)               | NP-6                  |
| 172                   | Alessandro Covi (ITA)            | NP-6                  |
| 173                   | Diego Ulissi (ITA)               | NP-6                  |
| 174                   | Rui Alberto Faria da Costa (POR) | NP-6                  |
| 175                   | Marc Soler i Giménez (ESP)       | NP-6                  |
| 176                   | Joel Suter (SUI)                 | NP-6                  |
| 177                   | Matteo Trentin (ITA)             | NP-6                  |

| Alpecin-Fenix AFC | Alpecin-Fenix AFC     | Alpecin-Fenix AFC |
| ----------------- | --------------------- | ----------------- |
| Núm               | Ciclista              | Pos               |
| 181               | Silvan Dillier (SUI)  | NP-6              |
| 182               | Sjoerd Bax (NED)      | NP-6              |
| 183               | Michael Gogl (AUT)    | NP-5              |
| 184               | Jimmy Janssens (BEL)  | NP-6              |
| 185               | Xandro Meurisse (BEL) | NP-6              |
| 186               | Stefano Oldani (ITA)  | NP-6              |
| 187               | Jay Vine (AUS)        | NP-4              |

| Human Powered Health HPM | Human Powered Health HPM | Human Powered Health HPM |
| ------------------------ | ------------------------ | ------------------------ |
| Núm                      | Ciclista                 | Pos                      |
| 191                      | Kristian Aasvold (NOR)   | 54è                      |
| 192                      | Chad Haga (USA)          | 68è                      |
| 193                      | Benjamin King (USA)      | NP-1                     |
| 194                      | Gavin Mannion (USA)      | 32è                      |
| 195                      | Kyle Murphy (USA)        | DNF-6                    |
| 196                      | Joey Rosskopf (USA)      | DNF-5                    |
| 197                      | Keegan Swirbul (USA)     | 49è                      |

| TotalEnergies TEN | TotalEnergies TEN           | TotalEnergies TEN |
| ----------------- | --------------------------- | ----------------- |
| Núm               | Ciclista                    | Pos               |
| 201               | Maciej Bodnar (POL) (crono) | DNF-6             |
| 202               | Mathieu Burgaudeau (FRA)    | 17è               |
| 203               | Lorrenzo Manzin (FRA)       | 76è               |
| 204               | Daniel Oss (ITA)            | 69è               |
| 205               | Paul Ourselin (FRA)         | 46è               |
| 206               | Peter Sagan (SVK) (ruta)    | NP-8              |
| 207               | Anthony Turgis (FRA)        | 67è               |

| Suïssa SUI | Suïssa SUI         | Suïssa SUI |
| ---------- | ------------------ | ---------- |
| Núm        | Ciclista           | Pos        |
| 211        | Robin Froidevaux   | 70è        |
| 212        | Claudio Imhof      | DNF-6      |
| 213        | Matthias Reutimann | 64è        |
| 214        | Lukas Ruegg        | DNF-7      |
| 215        | Roland Thalmann    | 24è        |
| 216        | Simon Vitzthum     | 57è        |
| 217        | Yannis Voisard     | 35è        |